# Німецький робітничий фронт

Прапор DAF

Німецький робітничий фронт (нім. Deutsche Arbeitsfront (DAF)) — німецька робітнича спілка під егідою нацистської партії. Оскільки з приходом до влади нацистів у 1933 р. незалежні профспілки були заборонені, Німецький Робітничий Фронт взяв на себе функцію організації робітників Німеччини для створення за словами засновника, Роберта Лея, «соціального і продуктивного суспільства».
За власним визнанням ця організація ставила на меті боротьбу «за права робітників, проти капіталізму, лібералізму, революції та підтримувала націонал-соціалістичну державу». У своїй діяльності DAF намагалася виступати посередником між робітниками і володарями підприємств. Насправді ця спілка була створена для контролю над робітничим класом Німеччини. У відносинах з роботодавцями Фронт підтримував націоналізацію державою великих підприємств і наполягав на встановленні контролю над заробітною платою робітників. Були запроваджений досить високий рівень заробітної плати, покращені умови праці, відкриті їдальні для робітників, розпочата ціла мережа соціальної підтримки, а також організації дозвілля робітників через споріднену спілку «Сила Через Радість». Ця організація, завдяки цим заходам користувалася певною популярністю і прихильністю робітничого класу Німеччини. На різних етапах діяльності участь DAF в житті підприємств стала помітнішою. Хоча теоретично членство в ньому було добровільним, практично великій кількості робітників було неможливо отримати роботу без членства у Фронті.
У своїй структурі DAF підрозділялася на Націонал-соціалістичну Фабричну Організацію (нім. Nationalsozialistische Betriebsorganization) та Націонал-соціалістичну Фахову та Професійну Спілку (нім. Nationalsozialistische Handels und Gewerbeorganization). Обидва підрозділи забезпечували контроль нацистської партії над життям підприємств і робітників. З початком Другої Світової Війни DAF мав контроль над мобілізацією робітників до армії, гарантуючи відстрочки для кваліфікованих робітників тилу. Ця функція Фронту поступово зникла з ускладненням ситуації на фронтах війни та потребами армії.